# Préfecture d'Andika
La préfecture d'Andika (en persan: شهرستان اندیکا, shahrestān-e Andekā) est l'une des 27 préfectures (shahrestān) de la province du Khouzistan (Iran).

## Géographie
La préfecture d'Andika est située au nord-est de la province du Khouzistan entre les préfectures (en persan:shahrestān-ha) d'Izeh et de Lali sur le versant ouest des monts Zagros. Elle est divisée en trois districts (bakhsh): le district central (persan : بخش مرکزی شهرستان اندیکا), le district de Chelo (persan : بخش چلو) et le district d'Abezhdan (persan : بخش ابژدان). La préfecture d'Andika compte deux villes: Qal’eh Khājeh (son chef-lieu), et Abezhdan.

## Population
En 2006, sa population s'élevait à 49 430 habitants repartis dans 8 708 familles. L'essentiel de la population est d'ethnie bakhtiari.
Il s'agit du quartier d'hiver pour de nombreux nomades bakhtiaris. 